# سمك الجيفليت
سمك جيفليت (مشتقة من اللغة اليديشية:(געפֿילטע פֿיש, «السمك المحشي») هو طبق مكون من خليط الأسماك المسلوقة الخالية من العظام، مثل سمك الشبوط، والسمك الأبيض، أو سمك الكراكي. حيث يتم تقديمه تقليديًا من قبل الأسر اليهودية الأشكناز كنوع من أنواع المقبلات. تاريخيًا كان يتكون الطبق من اللحم والسمك المفروم المحشو داخل السمك. بحلول القرن السادس عشر، بدأ الطهاة بالتخلي عن هذه خطوة الحشو كثيفة العمالة، غالبًا ما يتم تقديم السمك المتبل على شكل فطائر مماثلة لطبق كوينيل أو كرات السمك. يعد هذا الطبق شائعاً في يوم السبت المقدس والأعياد اليهودية مثل عيد الفصح اليهودي، على الرغم من أنه قد يتم استهلاكه طوال العام.
في بولندا، يشار إلى سمك جيفيلت (سمك الشبوط بالطريقة اليهودية) وهو طبق تقليدي في معظم المنازل البولندية (أكثر شيوعًا في المناطق الشمالية القريبة من بحر البلطيق), يتم تقديمه في ليلة عيد الميلاد (لعشاء من اثني عشر طبقًا) كما يقدم أيضًا في يوم السبت المقدس.

## التحضير والتقديم

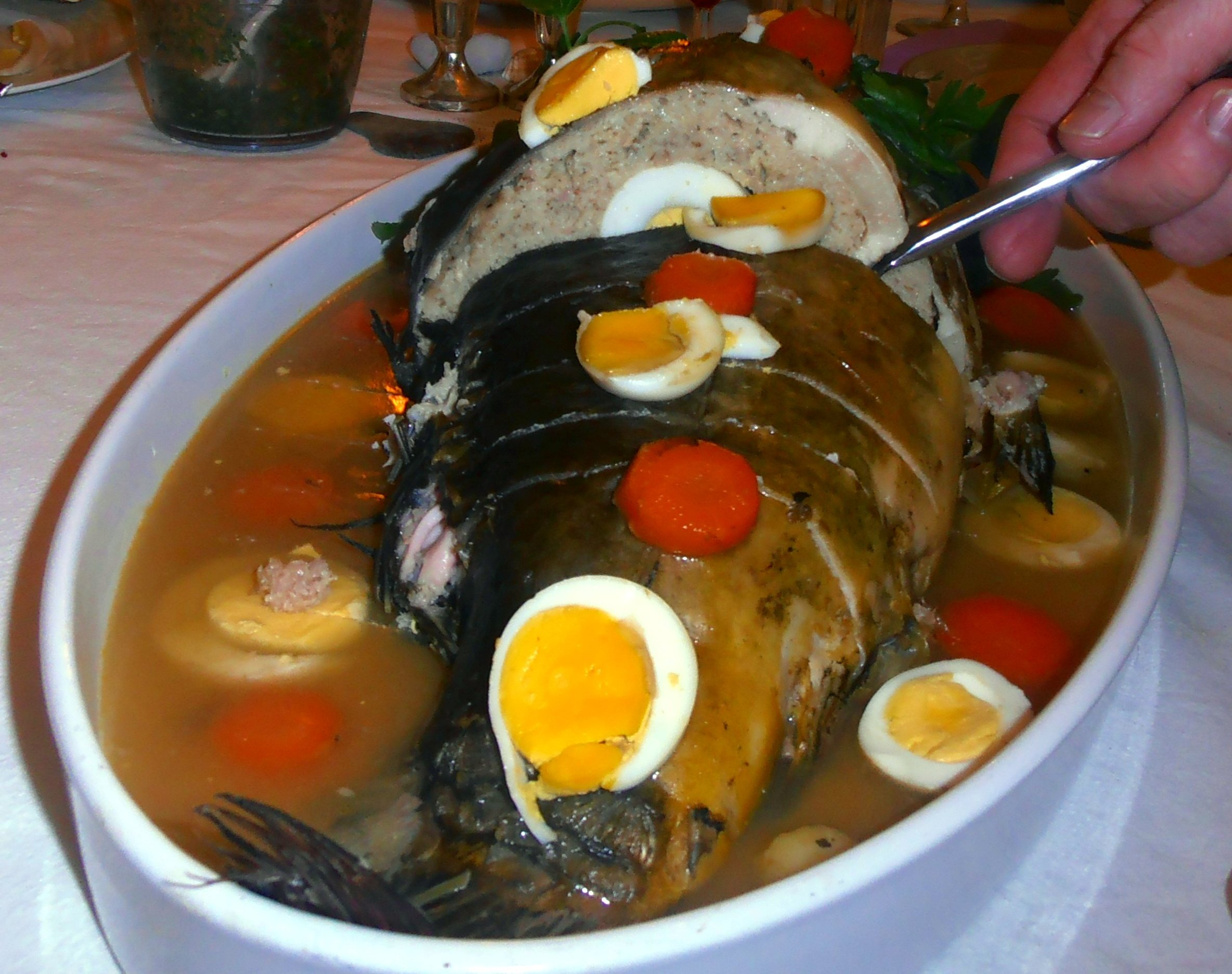
سمك جيفليت، سمك كامل محشي.

تقليديا، يستخدم سمك الشبوط وسمك الكراكي وسمك البوري أو السمك الأبيض في تحضير سمك جيفيلت، ولكن يستخدم في الأوان الأخيرة الأسماك الأخرى ذات اللحم الأبيض مثل سمك بياض النيلي، وهناك تبيان معتدل في استخدام السلمون، وهناك أيضا تباينات نباتية. تُطحن شرائح السمك مع البيض وأحياناً البصل أو الخبز أو فتات البسكوت مع أضافة التوابل والملح والجزر والبطاطس للحصول على عجينة ومن ثم يتم غليها مع مرق السمك.
تقليديًا يُطهى سمك جيفيلت بقطعه الكبيرة ومن ثم يتم تقطيعه عند التقديم، ولكن في بعض الأحيان يطهى ويقدم كفطائر على شكل بيضة مثل: كوينيل في المملكة المتحدة. عادة ما يتم قلي سمك جيفيلت، ويقدم بارد أو مماثل لدرجة حرارة الغرفة. يوضع على كل قطعة شريحة من الجزر، وفي أغلب الأحيان يتم وضع خليط الفجل الحار على جانب الطبق. لا يُقدم الجزر مع سمك جيفيلت الحار إذا طهيه مع الفلفل الأسود بدلاً من الجزر والبطاطس.
تم إنتاج الطبق بوصفة اقتصادية التي تشمل على وجبة ماتزا المطحونة جيدًا والمبللة أو فتات الخبز، نظراً للفقر العام الذي حلَ على سكان اليهود في أوروبا وخاصة أوروبا الشرقية سابقاً. ألغت طريقة التحضير هذه الحاجة إلى انتقاء عظام الأسماك على المائدة و«شد» الأسماك باهظة الثمن من ناحية أخرى، وذلك حتى تتمكن العائلات الغنية والفقيرة من الاستمتاع بتناول الأسماك في يوم السبت المقدس.
ليس فقط انتقاء العظام محظورا دينيا يوم السبت ولكن أيضا العديد من الأسماك الشائعة المستخدمة في الطبق مثل سمك الشبوط التي تحتوي على العظام بشكل كبير بحيث يصعب تناولها بشكل كامل. يمكن بعد ذلك استخدام عظام السمك في صناعة مخزون السمك.
يعتبر سمك الجيفلت (باللغة البولندية: karp po żydowsku) في المنازل الكاثوليكية البولندية طبقًا تقليدياً يتم تناوله في ليلة عيد الميلاد والسبت المقدس، حيث تتم هذه الأعياد بشكل تقليدي دون تناول اللحوم. يتبع هذا نمطاً حيث يتم تناول عدداً من الأطباق اليهودية في الأيام الدينية الكاثوليكية في بولندا.

## الاختلافات
قد يكون سمك الجيلفت حلو أو مالح بعض الشيء. يعتبر تحضير السمك مع السكراو الفلفل الأسود مؤشراً عما إذا كانت الطائفة اليهودية عبارة عن «جاليتسيانر» إذا تم تحضره مع السكر، أو «ليفتاك» إذا تم تحضيره مع الفلفل الأسود، وبالتالي أطلق على الحدود الفاصلة بين الشمال والجنوب الشرقي لليديشية أسم «خط سمك الجيلفت».

## جاهزة للتقديم
في مرحلة ما بعد الحرب العاملية الثانية تتخذ طريقة تحضير أسماك الجيلفت شكل الفطائر أو الكرات أو يتم استخدام غلافأ من الورق المشمع ولفه حول جذع الأسماك المطحونة وبعد ذلك يتم سلقها أو خبزها، حيث يُباع هذا المنتج في علب زجاجية والتي تحتوي على مادة الجيلي المصنوع من مرق السمك، وتكون نسبة الصوديوم في العلبة مرتفع نسبيًا عند 220-290 ملغ/حصة. كما تتوفر أنواع منخفضة الملح، والكربوهيدرات، والكوليسترول، وكذلك خالية من السكر. وكذلك تم منح براءة الاختراع لهذا المنتج (الولايات المتحدة 3108882 «طريقة تحضير منتج أسماك قابل للطهي»), وبموجب هذه البراءة سُمح بتوزيع سمك جيلفت على نطاق واسع في الأسواق، وقد تم منحه في 29-10-1963, إلى مونرو ناش وإريك جي فرويدنشتاين. كما يتم أيضاً بيع اسماك الجيلفت مجمدة جذوعها.

## الاعتبارات الدينية
أصبح سمك الجيفليت من الأطعمة التي يتم تناولها في يوم السبت تقليديًا بين اليهود المتدينين وذلك لتجنب الحفار، وهو أحد الأنشطة ال39 الممنوعة في يوم السبت في شولحان عاروخ. يحدث الحفار (الانتقاء/الاختيار) عندما يقوم الشخص بإنتقاء عظام الأسماك ويأخذ القشرة من الطعام.
هناك اعتقاد يقول أن الأسماك لا تتعرض لعين الحسد; وذلك لأنها تبقى مغمورة في الماء أثناء وجودها على قيد الحياة، لذلك فإن الطبق المحضر من أنواع متعددة من الأسماك يجلب حظًا سعيداً.

## روابط خارجية
- Barbara Kirshenblatt-Gimblett: "Food and Drink". In: The YIVO Encyclopedia of Jews in Eastern Europe, Yale University Press, New Haven 2008, p. 534, (ردمك 978-0-300-11903-9).
- Tamara Mann: "Gefilte Fish in America. A history of the Jewish fish product". MyJewishLearning
- Claudia Roden: "Gefilte Fish and the Jews". Jewish Heritage Online Magazine
- Haym Soloveitchik: "Rupture and Reconstruction. The Transformation of Contemporary Orthodoxy". In: Tradition, Vol. 28, No. 4 (Summer 1994).